# 米納勒爾鎮區 (堪薩斯州切羅基縣)
米納勒爾鎮區（英語：Mineral Township）為美國堪薩斯州切羅基縣的鎮區。2010年美国人口普查中該鎮區人口有216人。

## 地理
米納勒爾鎮區涵蓋面積79.37平方（30.64平方英里），城市斯卡蒙坐落在此鎮區西端，與羅斯鎮區相鄰。

### 墓園
根據美國地質調查局的資料，此鎮區擁有3座墓園：
- Hosey Hill墓園
- 隆埃爾姆墓園（Lone Elm Cemetery）
- 聖布里奇特墓園（Saint Bridget Cemetery）

## 人口統計
根據2010年美國人口普查，米納勒爾鎮區人口有216人，住房103戶，人口密度為2.72人/每平方公里。此鎮區居民之種族有93.06%為白人；2.78%為非裔美洲人；2.31%為美洲原住民；0%為亞洲人；0%為太平洋島民；0%為其他種族；另外有1.85%為混血種族。而西班牙裔或拉丁裔美洲人佔此鎮區人口的0.46%。

## 外部連結
- City-Data.com （页面存档备份，存于）